# Positive Money
Positive Money es una organización sin ánimo de lucro con sede en Londres y Bruselas que hace campañas por reformas al sistema monetario y bancario. La misión de Positive Money es "por un sistema monetario y bancario que permita una economía justa, democrática y sostenible". En España, la asociación Dinero Positivo, mantiene estrechas relaciones con Positive Money, y defiende su misma misión y valores.
Ben Dyson fundó Positive Money en 2010, quien luego se unió al Banco de Inglaterra en 2016. Su actual Director Ejecutivo es Fran Boait, quien también es el candidato parlamentario prospectivo del Partido Laborista para Gloucester en las elecciones generales de 2022.

## Historia y actividades
Positive Money lleva a cabo investigaciones sobre formas alternativas de política monetaria y realiza campañas de defensa hacia el Banco de Inglaterra y la Cámara de los Comunes. Positive Money también moviliza una red de 30 grupos locales en todo el Reino Unido, y ha presentado varias peticiones y movilizaciones frente al Banco de Inglaterra.
Aunque se centra principalmente en reformar el sistema monetario del Reino Unido, Positive Money también está activo a nivel internacional. Creó el Movimiento Internacional para la Reforma Monetaria en 2013, que sirve como una red paraguas para organizaciones similares en todo el mundo. En 2015, Positive Money se convirtió en miembro de Finance Watch, una ONG con sede en Bruselas. 
En 2015, Positive Money inició una campaña en toda la eurozona sobre la "expansión cuantitativa para la gente" que contó con el apoyo de más de 20 ONGs y 100 economistas. Luego de esa campaña, Positive Money lanzó una sucursal con sede en Bruselas llamada Positive Money Europe que se centra en las campañas de promoción hacia el Parlamento Europeo, el Eurogrupo y el Banco Central Europeo.

## Propuestas
La propuesta de la columna dorsal histórica de Positive Money es introducir un "sistema de dinero soberano". Bajo tal reforma, los bancos privados se verían privados de su capacidad para crear dinero al extender el crédito a la economía. A su vez, el Banco de Inglaterra recuperaría el monopolio sobre la creación de dinero, financiando el presupuesto del gobierno (financiamiento monetario) o distribuyendo un ingreso a los ciudadanos ("dinero de helicóptero"). 
Aunque la propuesta de Positive Money es similar a la banca de reserva total o la banca restringida, difiere en el sentido de que fusionaría depósitos bancarios y dinero del banco central. Como lo explicó el exinvestigador de Positive Money Frank van Lerven, "Bajo un sistema Soberano de Dinero, ya no existe una circulación dividida de dinero, solo una cantidad integrada de dinero que circula entre bancos y no bancos por igual". Según el exvicepresidente del BCE, Vitor Constancio, la propuesta de Positive Money "no crearía suficientes fondos para la inversión y el crecimiento".
A lo largo de los años, Positive Money ha ampliado su agenda hacia algunas propuestas más de corto plazo, tales como: 
- QE para la gente: la organización propone canalizar la creación de dinero del Banco de Inglaterra conocida como QE hacia inversiones verdes o hacia el público en general.
- Más diversidad en el Banco de Inglaterra[25]
- Política monetaria ecológica[26][27][28]
- Introducción de una moneda digital del banco central[29]